# Selenac
Selenac (em cirílico: Селенац) é uma vila da Sérvia localizada no município de Ljubovija, pertencente ao distrito de Mačva, na região de Podrinje Azbukovica. A sua população era de 379 habitantes segundo o censo de 2011.

## Demografia
| 1948 | 1953 | 1961 | 1971 | 1981 | 1991 | 2002 | 2011 |
| ---- | ---- | ---- | ---- | ---- | ---- | ---- | ---- |
| 776  | 898  | 928  | 816  | 644  | 542  | 485  | 379  |